# Marquette (Nebraska)
Marquette és una població dels Estats Units a l'estat de Nebraska. Segons el cens del 2000 tenia 282 habitants.

## Demografia
Segons el cens del 2000, Marquette tenia 282 habitants, 106 habitatges, i 83 famílies. La densitat de població era de 518,5 habitants per km².
Dels 106 habitatges en un 35,8% hi vivien nens de menys de 18 anys, en un 71,7% hi vivien parelles casades, en un 3,8% dones solteres, i en un 20,8% no eren unitats familiars. En el 18,9% dels habitatges hi vivien persones soles el 2,8% de les quals corresponia a persones de 65 anys o més que vivien soles. El nombre mitjà de persones vivint en cada habitatge era de 2,66 i el nombre mitjà de persones que vivien en cada família era de 3,01.
Per edats la població es repartia de la següent manera: un 28,4% tenia menys de 18 anys, un 7,1% entre 18 i 24, un 28,4% entre 25 i 44, un 28,4% de 45 a 60 i un 7,8% 65 anys o més.
L'edat mediana era de 36 anys. Per cada 100 dones de 18 o més anys hi havia 102 homes.
La renda mediana per habitatge era de 34.375 $ i la renda mediana per família de 36.786 $. Els homes tenien una renda mediana de 26.250 $ mentre que les dones 14.792 $. La renda per capita de la població era de 16.272 $. Cap de les famílies i el 3,5% de la població estaven per davall del llindar de pobresa.

## Poblacions més properes
El següent diagrama mostra les poblacions més properes.